# Фра-Дьяволо (опера)
Фра-Дьяволо, или Гостиница в Террачине (фр. Fra Diavolo ou L’Hôtellerie de Terracine) — комическая опера французского композитора Даниэля-Франсуа-Эспри Обера, состоящая из трёх актов. Впервые исполнена 28 января 1830 года на сцене парижского театра Комической оперы. Автор либретто — Эжен Скриб. Продолжительность оперы — около 2,5 часов. События в ней разворачиваются вокруг фигуры известного итальянского разбойника и борца с французской оккупацией в южной Италии на рубеже XVIII—XIX веков Фра-Дьяволо.
Увертюра начинается барабанной дробью, за которой следует длинный марш, в котором чередуются тихие и громкие тона. Наиболее яркими являются арии Церлины «Взгляните на вершины скал…» (1-й акт) и «Какое счастье, я дышу свободно…» (2-й акт), а также песнь Фра-Дьяволо «Гондольером на лёгкой ладье…».

## Действующие лица
- Фра-Дьяволо, атаман разбойников, он же «маркиз Сан-Марко» (тенор)
- Джакомо, его подручный (бас)
- Беппо, разбойник (тенор)
- Лоренцо, капитан карабинеров (тенор)
- Лорд Кокбер, знатный англичанин (баритон)
- Леди Памела, его супруга (меццо-сопрано или альт)
- Маттео, трактирщик (бас)
- Церлина, его дочь (сопрано)
- Мельник (тенор)
- Солдат (тенор)
- Франческо, жених Церлины (немая роль)

Солдаты, крестьяне, разбойники (хор).

## Сюжетная линия
Действие происходит в городке Террачина и его окрестностях, в центральной Италии.

### Акт первый
Постоялый двор и трактир старого Маттео. Здесь разместились и пьют вино карабинеры, присланные властями для поимки известного всей Италии разбойника, Фра-Дьяволо. Солдаты оживлены, ведь за голову его обещана внушительная награда — 20 тысяч золотых. Лишь их начальник, капитан Лоренцо, не разделяет общего возбуждения. Уже давно он влюблён в прекрасную Церлину, дочь трактирщика. Но скупердяй Маттео никогда не согласится на её брак с бедным офицером, он уже посватал Церлину за богатого крестьянина Франческо. Лоренцо прощается с возлюбленной, собирает свой отряд и уходит в горы ловить банду разбойников. Втайне он желает себе скорой смерти от пули врагов.
Во двор гостиницы Маттео въезжает дилижанс с богатыми гостями. Это приехали знатный англичанин лорд Кокбер со своей женой Памелой, путешествующие по Италии. Кокбер вне себя от ярости: в горах его остановили и ограбили разбойники Фра-Дьяволо, похищена шкатулка с бриллиантами. Кокбер назначает награду в 3 тысячи франков смельчаку, который сумеет вернуть ему драгоценности. Памела принуждает повысить вознаграждение до 10 тысяч — ведь Кокбер сам виноват в происшедшем: зачем ему вздумалось ехать по незнакомой, окружной горной дороге? Взбешённый лорд отвечает ей, что выбрал этот путь с целью избавиться от маркиза, который уже несколько дней преследует Памелу своими ухаживаниями. Однако Памела не видит в поведении маркиза ничего дурного — ведь он так страстно поёт ей серенады!
В таверне новый посетитель: прибыл сам «маркиз», на самом же деле это переодетый Фра-Дьяволо. Вслед за ним являются и два его сообщника, Беппо и Джакомо, переодетые бедными пилигримами. Два злодея выпрашивают ночлег у хозяина, и Маттео с неохотой отправляет их на сеновал. «Маркиз» же флиртует с англичанкой и выманивает у неё медальон. Из разговора с лордом Фра-Дьяволо также узнаёт, что Кокбер сумел спрятать от разбойников и сберечь 50 тысяч франков, которые были зашиты у него в одежде. К вечеру в гостиницу возвращается отряд Лоренцо. Карабинеры сумели настичь разбойников и рассеять их. Среди захваченной добычи обнаружилась и шкатулка милорда с драгоценностями. Лоренцо возвращает её владельцам и милорд уже готов отсчитать обещанные 10 тысяч — но офицер отказывается от денег. Ведь он служит не за толстый кошелёк, а из чувства долга. Более тонкая Памела всё-таки передаёт эти деньги Церлине — когда та выйдет за Лоренцо замуж, пусть это будет ей приданым. Фра-Дьяволо же крайне раздосадован: в бою в горах погибли его товарищи, а добыча отнята стрелками. Но он ещё всё навёрстывает — и бриллианты вернёт, и завладеет деньгами милорда и Церлины!

### Акт второй
На дворе ночь. Церлина у себя в комнатке готовится ко сну. Девушка вслух грезит о будущей её счастливой жизни с Лоренцо. Никогда они не будут так часто ссориться из-за пустяков, как эта английская пара! Как раз в этот момент её зовёт Кокбер и просит принести ему ещё одну подушку. Пока Церлина отсутствует, к ней в комнату прокрадывается Фра-Дьяволо, за ним, по условленному сигналу серенады — Беппо и Джакомо. При возвращении девушки они прячутся за занавески. Ничего не подозревающая, она снова пересчитывает подаренные ей тысячи. Завтра они с Лоренцо пойдут к её отцу и отдадут ему эти деньги. Теперь уж скупец Маттео не осмелится отказать офицеру в её руке. Церлина засыпает. Злодеи выходят из своего укрытия. Теперь можно отправится в покои милорда и вернуть себе с лихвой — и бриллианты, и его 50 тысяч. Но сначала нужно обезвредить Церлину. И Беппо заносит над спящей свой кинжал. Внезапный шум заставляет их вновь скрыться — на этот раз в комнате Кокбера. К Церлине же заходит Лоренцо с сообщением: нашёлся крестьянин, способный опознать атамана разбойников. И завтра он придёт сюда. В дверях появляется недовольный англичанин — он мучается бессонницей. То грабители ему не дают поспать, то солдаты! Внезапный грохот в покоях Кокбера заставляет всех обернуться. Это Беппо перекинул в тёмной спальне тяжёлый стул. Чтобы спасти ситуацию, из покоев английской пары быстро выходит «маркиз» Фра-Дьяволо и на недоумение присутствующих мужчин игриво им поясняет: у него ТАМ было романтическое свидание. При этом он намекает милорду, что любезничал с его женой (и показывает ему медальон), а Лоренцо — что соблазнил Церлину. Да и чему тут удивляться, ведь женщины так коварны! Оба, и англичанин, и офицер, снедаемые ревностью, негодуют. Если же господа находят его поведение моветоном — сообщает Фра-Дьяволо каждому из них наедине — то он, маркиз, готов дать удовлетворение. Утром, у Чёрных скал, в 7 часов.

### Акт третий
Раннее утро. На пустынной дороге близ таверны Фра-Дьяволо ожидает прихода Беппо и Джакомо. Вблизи слышатся голоса крестьян. Разбойник спешит уйти, однако предварительно пишет записку своим помощникам и прячет её в дупло дерева. Подошедшие вскоре Беппо и Джакомо достают её и читают: «После того, как Лоренцо поскачет к Чёрной скале на дуэль с маркизом, а солдаты вновь уберутся в горы ловить Фра-Дьяволо, приказываю вам звонить в колокол часовни». В таверне, между тем, карабинеры собираются к выступлению. Лоренцо мрачен, и Церлина пеняет ему — если он не объяснится с ней, девушка согласится на брак с Франческо! Офицер негодует: как смеет она ставить ему ультиматумы после того, как принимала ночью любовника! Церлина в недоумении — что за нелепость. Внезапно до её слуха доносится пьяная болтовня Беппо и Джакомо, те пересказывают в трактире посетителям всё, что услышали ночью, спрятавшись за занавесками. Церлина догадывается — эти люди были тогда у неё и подслушали её сокровеннейшие мысли! Лоренцо приказывает схватить и обыскать мнимых паломников, и у Беппо обнаруживают письмо Фра-Дьяволо. Допросив разбойников, Лоренцо организует засаду на атамана. В часовню под конвоем отправляется Джакомо и бьёт в колокол. Ничего не подозревающий Фра-Дьяволо спускается с гор и оказывается схваченным карабинерами. Крестьянин опознаёт его как атамана банды, и мнимого маркиза уводят. Счастливая Церлина приникает к груди своего любимого Лоренцо.
По более поздней версии опера заканчивается побегом Фра-Дьяволо из тюрьмы. Именно этот вариант был поставлен на сцене Большого театра СССР.